# Limonia viticola
Limonia viticola är en tvåvingeart som beskrevs av Alexander 1978. Limonia viticola ingår i släktet Limonia och familjen småharkrankar.
Artens utbredningsområde är Fiji. Inga underarter finns listade i Catalogue of Life.